# The Sex Files – A Dark XXX Parody
The Sex Files – A Dark XXX Parody ist eine US-amerikanische Pornofilm-Parodie auf die US-amerikanische TV-Serie Akte X – Die unheimlichen Fälle des FBI aus den 1990er Jahren. Der Film wurde bei den AVN Awards unter anderem als Best Sex Parody ausgezeichnet.

## Handlung
Die FBI-Agenten Dana Scully und Fox Mulder (Anthony Rosano) werden geschickt, um eine Reihe mysteriöser Morde zu untersuchen. Einen roten Faden der Morde stellen die okkulten Bilder und Symbole bei jedem Verbrechen dar. Die Zeit läuft gegen sie und Scully und Mulder müssen das Rätsel lösen, das sie schließlich zu jemandem oder etwas führt, dem sie noch nie zuvor begegnet sind.

## Auszeichnungen
- 2010: AVN Award – Best Sex Parody
- 2010: AVN Award – Best Actress (Kimberly Kane)
- 2010: XRCO Award – Best Single Performance – Actress (Kimberly Kane)

## Fortsetzung
Im Jahr 2010 wurde The Sex Files 2: A Dark XXX Parody desselben Regisseurs veröffentlicht. Darsteller sind: Anthony Rosano, April O’Neil, Bobbi Starr, Bree Daniels, Chad Alva, Dani Jensen, Eric John, India Summer, Jay Crew, Kimberly Kane, Michael Vegas, Nikki Benz, Ramon Nomar, Rocco Reed, Rod Fontana. Die Fortsetzung wurde 2011 mit dem XRCO Award als „Best Parody - Drama“ ausgezeichnet.